# Indaw
Indaw ist eine Stadt im nördlichen Myanmar in der Sagaing-Region. Sie liegt etwa 2 km südöstlich des Indaw-Sees. Die Eisenbahnabzweigung Naba Junction bei Naba liegt etwa 6 km nordöstlich der Stadt.

## Geschichte

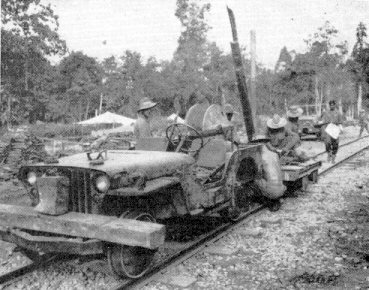
Eine Jeepomotive verlegt am 15. Dezember 1944 Telefonkabel auf der Strecke von Pinwe nach Naba Junction

Während des Zweiten Weltkriegs gab es 1944 während der sogenannten Burma-Kampagne militärische Auseinandersetzungen zwischen den japanischen und britischen Streitkräften. Die Japaner hielten zwei Flugplätze bei Indaw, den 'Indaw West 
Strip' und den 'Indaw Lake Strip'.

## Persönlichkeiten
- Ye Yint Aung (* 1998), Fußballspieler